# Assemblea de Madrid
L'Assemblea de Madrid és el parlament autonòmic de la Comunitat de Madrid. Representa als habitants de la regió exercint la potestat legislativa. Aprova els pressupostos del govern regional i controla i impulsa l'acció política i de Govern. Els diputats que formen l'Assemblea de Madrid són escollits per un termini de quatre anys mitjançant sufragi universal, lliure, igual, directe i secret. L'edifici de l'Assemblea de Madrid, inaugurat en 1998, està situat en la Plaça Asamblea de Madrid, 1, al districte de Puente de Vallecas, Madrid. Des del 8 de juny de 2021 la seva presidenta és María Eugenia Carballedo, del Partit Popular de la Comunitat de Madrid.

## Composició de l'Assemblea de Madrid
Després de les eleccions de 2023, el parlament es compon de la següent forma:
| Eleccions a l'Assemblea de Madrid de 2023        |            |                             |           |        |          |          |
| Partit                                           | Partit     | Candidat                    | Vots      | Vots   | Diputats | Diputats |
| Partit Popular de la Comunitat de Madrid         | PP-M       | Isabel Natividad Díaz Ayuso | 1.586.695 | 47,34% | 70       | 5        |
| Més Madrid                                       | Més Madrid | Mónica García Gómez         | 615.171   | 18,35% | 27       | 3        |
| Partit Socialista de Madrid-PSOE                 | PSOE-M     | Juan Lobato Gandarias       | 609.718   | 18,19% | 27       | 3        |
| Vox                                              | Vox        | Rocío Monasterio San Martín | 245.215   | 7,31%  | 11       | 2        |
| Font: Govern de la Comunitat de Madrid i El País |            |                             |           |        |          |          |

## Presidents de l'Assemblea
- I Legislatura: Ramón Espinar Gallego (GP Socialista)
- II Legislatura: Rosa María Posada Chapado (GP Centre Democràtic i Social)
- III Legislatura: Pedro Díez Olazábal (GP Esquerra Unida)
- IV Legislatura: Juan Van-Halen Acedo (GP Popular)
- V Legislatura: Jesús Pedroche Nieto (GP Popular)
- VI Legislatura: Concepción Dancausa Treviño (GP Popular)
- VII Legislatura: Concepción Dancausa Treviño (GP Popular)
- VIII Legislatura: Elvira Rodríguez (GP Popular)
- IX Legislatura: José Ignacio Echeverría (GP Popular)
- X Legislatura: María Paloma Adrados Gautier (GP Popular)
- XI Legislatura: Juan Trinidad Martos (GP de Ciutadans)
- XII Legislatura: María Eugenia Carballedo (GP Popular)